# Lauerbach (Marienbach)
Der Lauerbach, auch Lauerbachgraben genannt, ist ein etwas über drei Kilometer langer, mit seinem unbeständigen Oberlauf sogar etwas über sechs Kilometer langer Bach im Hesselbacher Waldland in Bayern, der im unterfränkischen Landkreis Schweinfurt verläuft. Er ist ein linker und nördlicher Zufluss des Marienbachs.

## Geographie

### Verlauf

#### Quellgebiet
Der Lauerbach entspringt innerhalb der Gemarkung des zur Dittelbrunn gehörenden Gemeindeteils Pfändhausen  auf einer Höhe von 370 m ü. NHN der in der Flur Holzwiesen liegenden und nur intermittierend schüttenden Marienbachquelle. Diese Quelle liegt im Fauna-Flora-Habitat Standortübungsplatz 'Brönnhof' und Umgebung etwa einen Kilometer südöstlich des Kirchdorfs Pfändhausen am Rande eines Waldes, knapp 50 Meter westlich der Gemeindegrenze von Dittelbrunn zu Üchtelhausen. Im Quellgebiet steht Oberer Muschelkalk in Wechsellagen von grauen Ton- und dichten, sparitischen, grauen bis blaugrauen und zum Teil Fossilien führenden Kalkmergelgesteinen an, über die sich vor allem Parabraunerde abgelagert hat.
Direkt nördlich der Quelle  läuft der aus dem Westnordwesten von Pfändhausen kommende Langweg entlang, der als örtlicher Wanderweg genutzt wird und auf der anderen Seite der Gemeindegrenze in Üchtelhausen als Pfändhausener Weg weiterführt und dort zusätzlich auch als Radweg dient. Die dort jenseits des Wegs liegende Holzwiese ist ein artenreiches Extensivgrünland mit Seggen-, binsenreichen Nasswiesen und Sümpfen.  Ungefähr 900 Meter ostsüdöstlich der Quelle liegen in der zu Üchtelhausen gehörenden Gemarkung Weipoltshausen inmitten eines ehemaligen Standortübungsplatzes der US Army die Überreste der neuzeitlichen Hofwüstung Brönnhof.

#### Unbeständig wasserführender Oberlauf
Der Lauerbach fließt zunächst, auf seiner linken Seite begleitet von einem Waldweg, der als Wander- und Radweg genutzt wird, entlang der Gemeindegrenze in südsüdwestlicher Richtung durch die Flur das untere Bauholz. Ungefähr 400 Meter bachabwärts bildet er beim Biotop Jägerwiesen einen winzigen Teich. Er quert dann den Waldweg, wechselt dabei in die Gemarkung des Dittelbrunner Gemeindeteils Holzhausen und schlängelt sich, nunmehr auf seiner rechten Seite von einem örtlichen Wanderweg begleitet, entlang der Gemeindegrenze in weiten Kurven südwärts durch den an seinen Hängen auf beiden Seiten bewaldeten Brönnhofer Graben.
Auf der rechten Seite besteht der Hang aus feinsandigem, karbonatischem, teilweise auch tonigem, karbonatfreiem Schluff des Pleistozäns und auf der anderen Seite steht Gestein der Trochitenkalk- und der Meißner-Formation des Oberen Muschelkalks aus der Mitteltrias an. Der Bach wird dabei nach knapp einem halben Kilometer von einem Steg überbrückt und dann etwa 400 bachabwärts vom Holzhausner Weg gekreuzt, der heute ein Teil des örtlichen Wanderwegs Schweinfurter OberLand - Hambacher Weg ist.
Er fließt nun westlich am 374 m hohen Plattenberg vorbei, auf dessen Gipfel die ehemaligen Munitionslagerhäuser der US-Army stehen, die von artenreichem Extensivgrünland mit Flachland-Mähwiesen und naturnahen mesophilen Gebüschen gesäumt werden. Dann fließt der Bach zwischen dem Gewann Wintersteinsbusch auf der rechten Seite und dem Brönnhofer Rangen auf der linken  im Feldgraben durch Nadelwald, entfernt sich dabei von der Gemeindegrenze zu Üchtelhausen und betritt kurz darauf die Gemarkung des Dittelbrunner Gemeindeteils Hambach.
Danach läuft er zwischen den Waldgewannen Bauholz im Westen und Lauerbachholz im Osten in leichten Mäandern etwa 300 Meter südwärts, verlässt daraufhin den geschlossenen Wald und betritt den Lauerbachgrund. Ab dort wird er auf seiner rechten Seite vom Wanderweg Rhönklub - Schweinfurter-Haus-Weg begleitet. Auf seiner linken Seite wird er von Laubwald gesäumt und auf der anderen Seite von Feldern und Wiesen.

#### Ganzjährig wasserführender Lauf
Etwa 200 Meter bachabwärts führt der Lauerbach von nun an ganzjährig Wasser. Etwas später entfernt er sich vom Walde und betritt die offene Flur. Er fließt, begleitet von spärlichem Gehölz, in Richtung Südsüdwesten. Knapp 300 Meter von dort im Osten steht die Lauerbachkapelle und östlich direkt neben der Kapelle stehen noch zwei Bildstöcke. Gut 50 Meter südlich der Kapelle liegen die Überreste der abgegangenen Kirche St. Ägidius mit umgebendem Begräbnisplatz der zwischen 1425 und 1500 wüst gefallenen Siedlung Lauerbach. In dem Biotop Feldgehölz am Lauerbachsfriedhof stehen Eichen und Feldahornbäume sowie  Haselnuss- und  Holundersträucher.
Der Wanderweg überquert den Lauerbach und läuft nun auf der linken Seite südsüdostwärts am Bach entlang. Westlich des Bachs liegt im Wernerrangen ein kleiner Eichen-Hainbuchen-Mittelwald, der sich bereits zur Hälfte in einen Eichenhochwald umgewandelt hat. Gut 250 Meter später wird der Bach von einem Feldweg gekreuzt und gleich danach wird er auf seiner rechten Seite von einem Wiesengraben gespeist. Wenig weiter im Westen liegt das Pfarrdorf Hambach. Am östlichen Ufer des Lauerbachs stehen in der Strauchschicht hauptsächlich Hecken von Rosen und Schlehen, aber auch Weißdorn, Hartriegel und Holunder. Dazwischen wachsen
einige Obstbäume und Eichen. Die Uferböschung auf der rechten Seite wird von pleistozänen Löß und Lößlehm mit feinsandigen und karbonatischen oder auch tonigen, feinsandigen und karbonatfreien Schluff geprägt. In den höheren Lagen stehen Tongesteine und Gelbkalkschichten der Erfurt-Formation aus dem Unteren Keuper der Mitteltrias an, über die sich Regosol- und Pelosolböden abgelagert haben. Der Bach wird danach vom Afterweg gekreuzt, der als Radwanderweg genutzt wird. Dort liegt direkt westlich des Bachlaufs eine Siedlung aus vor- und frühgeschichtlicher Zeitstellung, der sich noch etwas weiter westlich die Sportanlagen der Spielvereinigung 1933 Hambach e.V. anschließen.

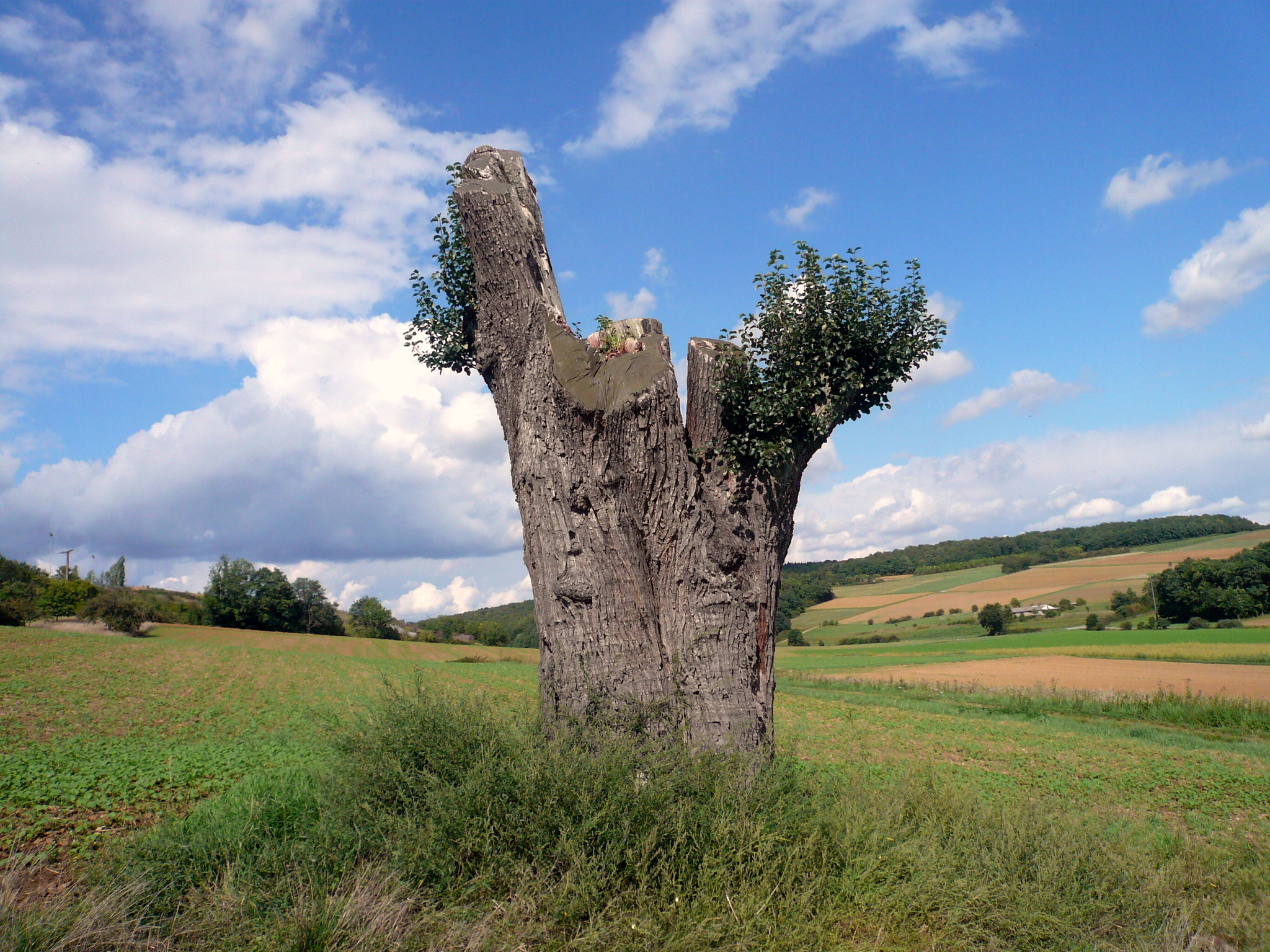
Birnbaum mit 4,58 Meter Stammumfang

Etwa 300 Meter fließt er nun südsüdwestwärts an dem auf seiner linken Seite liegenden Waldgewann Herrenholz entlang, wo ihm dann auf derselben Seite ein aus der Quelle am Rotschlag entspringendes Waldbächlein zufließt. Im Westen des Lauerbachs steht knapp 200 Meter südlich der Sportanlagen ein als Naturdenkmal von Dittelbrunn registrierter Birnbaum. Direkt südlich der Mündung führt ein Steg über den Bach, auf dessen rechter Seite der Wanderweg nun wieder entlangführt.
Auf dieser Seite erstrecken sich die Überreste einer Siedlung der Linearbandkeramiker und auf der linken liegt das Waldgewann Rotholz. Südlich der Linearbandkeramiker-Siedlung wird der Bach auf seiner rechten Seite von einem nur unbeständig wasserführenden Graben verstärkt, der am Nordhang des 305 m ü. NHN hohen Geißbergs nur wenige Meter nordwestlich eines vorgeschichtlichen Bestattungsplatzes mit Grabhügeln entspringt.
Der Lauerbach erreicht nun die Kreisgrenze zu Schweinfurt und mäandriert dann zwischen dem Gewann Hinterer Hardt im Osten und dem Geißberg im Westen an der Grenze entlang durch ein enges und auf beiden Seiten bewaldetes Kerbtal. Sein Bachbett ist steinig und die Prallhänge sind zeitweise bis über 5 Meter hoch. Am Bachufer wachsen dort vor allem  Eichen, Eschen, Hainbuchen und Haselnusssträucher. Nach ungefähr 700 Metern nimmt er auf seiner linken Seite ein nur unbeständig wasserführendes Waldbächlein auf. Der Bach fließt kurz im Schweinfurter Gebiet und wechselt danach in die Gemarkung Dittelbrunn. Er zieht dann, begleitet auf seiner linken Seite von der Heeresstraße, am westlichen Waldesrand durch Wiesengrund und mündet schließlich aus dem Norden kommend knapp einen 1⁄4 Kilometer nördlich des Pfarrdorfs Dittelbrunn auf einer Höhe von 253 m ü. NHN von links in den aus Nordnordwesten heranziehenden Marienbach.

### Einzugsgebiet
Das Einzugsgebiet des Lauerbachs liegt im Hesselbacher Waldland und wird durch ihn über den Marienbach, den Main und den Rhein zur Nordsee entwässert. Im Quell- und im Mündungsbereich dominiert Waldgelände und am Mittellauf überwiegen landwirtschaftliche Nutzflächen.

### Zuflüsse
Vier namenlose Bächlein.